# Les Impures
Pour plus de détails, voir Fiche technique et Distribution.
Les Impures est un film français réalisé par Pierre Chevalier, sorti en 1954.

## Synopsis
Sortant de prison, Mario accepte la proposition de son ami Bob, d'être le rabatteur de Charlie et de lui procurer des jeunes femmes qui seraient expédiées à Tanger. Il fait ainsi la conquête de Michèle, chanteuse au cabaret Fémina. La jeune femme partie pour Tanger, Mario s'aperçoit qu'il l'aime et essaie de se racheter. Il délivre Danièle, la sœur de Michèle qui était séquestrée, puis est abattu après avoir convaincu Michèle de la sincérité de son amour

## Fiche technique
- Titre : Les Impures
- Réalisation : Pierre Chevalier, assisté de Claude Clément et Pierre Arlen
- Scénario : Juliette Saint-Giniez
- Adaptation : Pierre Chevalier, Juliette Saint-Giniez
- Dialogue : André Tabet
- Décors : Robert Clavel, Henri Morin, assistés de Jean André et Georges Lévy
- Maquette des décors : François de Lamothe
- Costumes : Paulette Coquatrix
- Photographie : Henri Alekan
- Opérateur : Gustave Raulet, assisté de Raymond Menvielle et Robert Florent
- Musique : Georges Van Parys (éditions : Ray Ventura)
- Montage : Monique Kirsanoff
- Son : Antoine Petitjean
- Perchman : Gaston Ancessi
- Recorder : Fernand Janisse
- Maquillage : Gisèle Mourgue-Jacquin
- Les robes de M. Presles sont de la maison Coquatrix et les bijoux de la maison Burma
- Photographe de plateau : Raymond Voinquel, Roger Forster
- Script-girl : Colette Crochot
- Régisseur général : Roger Descoffre
- Régisseur extérieur : Pierre Charron
- Tournage du 14 juin au 31 juillet 1954 dans les studios « Photosonor » de Courbevoie
- Enregistrement : Westrex, société optiphone
- Tirage : Laboratoire C.T.M
- Chef de production : Simon Barstoff
- Secrétaire de production : Madeleine Denis
- Société de production : Simon Barstoff Films (France)
- Distribution : Les Films Fernand Rivers
- Pays :  France
- Format :  Noir et blanc - 1,37:1 - 35 mm - Son mono
- Durée : 88 minutes
- Genre : Drame
- Date de sortie : 
  - France - 22 novembre 1954
- Visa d'exploitation : 22030

## Distribution
- Micheline Presle : Michèle, la chanteuse du cabaret « Fémina »
- Raymond Pellegrin : Jean-Marie Leclerc dit : Mario, l'homme sortant de prison
- William Marshall : Charlie, le proxénète
- Dora Doll : Lili, une fille
- Guy Mairesse : Bob, l'ami de Mario
- Jacques Duby : Fernand, le pianiste
- Colette Castel : Danièle, la sœur de Michèle
- Daniel Cauchy : Dédé, le barman de la boite
- René Sarvil : M. Dominique, le proxénète marseillais
- Jacqueline Noëlle : L'amie d'Alger
- Lila Kedrova : La concierge de l'immeuble
- Laurence Badie : La femme de ménage
- Nadine Tallier : Une entraîneuse de la boite
- Jean Sylvain : Le garçon de café au buffet de la gare
- Jo Dest : L'Allemand, un autre client
- Paul Demange : Le contrôleur du train
- Louis Lions : Henri, un homme de main de Charlie
- Christian Lude : Le noceur
- Bernard Musson : Un spectateur
- Robert Mercier : Le bistrot
- Roger Hanin : Le client militaire de Lili
- Louis de Funès : Le chef de train (rôle coupé au montage)
- Edmond Cheni : Un spectateur
- José Casa : Alfred, le maître d'hôtel
- Georges Bever : Le dessinateur, au buffet de la gare
- Gisèle Grandpré
- Pierre Leproux : Le directeur de l'hôtel Stella
- Teddy Bilis : Un spectateur
- Hubert Deschamps : Le gendarme de l'hôtel
- Simone Berthier : La vendeuse
- Jean Olivier/Olivier Darrieux : Un inspecteur
- Henri Coutet : Le garde fluvial
- Les ballets de Miss Baron